# Матвєєв Олег Юрійович
Матвєєв Олег Юрійович (нар. 18 серпня 1970 року, Ростов-на-Дону) — радянський і український футболіст, нападник. Найкращий бомбардир чемпіонату України 1996/97.
Футбольну кар'єру розпочав у Ростові-на-Дону, в 1986 році у складі юнацької збірної СРСР завоював золоті медалі на чемпіонаті світу в Канаді.
Після цього успіху зарахований у футбольну команду «Ростсільмаш» і зіграв один сезон в першій лізі чемпіонату СРСР.
В 1989 році призваний в армію, направлений грати в «Динамо» Київ, виступав за київський клуб до 1992 року. Після цього виступав за «Шахтар» Донецьк, в 1997 році став найкращим бомбардиром Чемпіонату України з футболу. Викликався в збірну України, але не зіграв за неї жодного матчу.
В єврокубках зіграв в 9 матчах, забив 1 гол.
Після завершення кар'єри став працювати тренером-селекціонером у донецькому «Шахтарі».

## Титули та досягнення
- Чемпіон світу (U-16): 1987
- Срібний призер чемпіонату України: 1992, 1993/94, 1996/97, 1998/99, 2000/01
- Бронзовий призер чемпіонату України: 2001/02
- Володар Кубка України: 1994/95, 1996/97
- Найкращий бомбардир чемпіонату України: 1996/97

## Статистика виступів

### Клубна
| Клуб                   | Сезон   | Ліга              | Чемпіонат | Чемпіонат | Кубок | Кубок | Єврокубки | Єврокубки | Загалом | Загалом |
| Клуб                   | Сезон   | Ліга              | Ігри      | Голи      | Ігри  | Голи  | Ігри      | Голи      | Ігри    | Голи    |
| ---------------------- | ------- | ----------------- | --------- | --------- | ----- | ----- | --------- | --------- | ------- | ------- |
| Ростсільмаш (Ростов)   | 1987    | Перша ліга (СРСР) | 4         | 0         | -     | -     | -         | -         | 4       | 0       |
| Ростсільмаш (Ростов)   | 1988    | Перша ліга (СРСР) | 32        | 0         | 1     | 0     | -         | -         | 33      | 0       |
| Динамо (Київ)          | 1991    | Вища ліга (СРСР)  | 13        | 0         | 2     | 0     | 1         | 0         | 16      | 0       |
| Динамо (Київ)          | 1992    | Вища ліга         | 10        | 1         | 3     | 0     | 2         | 0         | 15      | 1       |
| Шахтар (Донецьк)       | 1992—93 | Вища ліга         | 27        | 11        | 2     | 0     | -         | -         | 29      | 11      |
| Шахтар (Донецьк)       | 1993—94 | Вища ліга         | 27        | 17        | 1     | 3     | -         | -         | 28      | 20      |
| Шахтар (Донецьк)       | 1994—95 | Вища ліга         | 24        | 3         | 9     | 5     | 1         | 0         | 34      | 8       |
| Шахтар (Донецьк)       | 1995—96 | Вища ліга         | 9         | 1         | -     | -     | 2         | 1         | 11      | 2       |
| Кремінь (Кременчук)    | 1995—96 | Вища ліга         | 16        | 12        | 3     | 0     | -         | -         | 19      | 12      |
| Шахтар (Донецьк)       | 1996—97 | Вища ліга         | 25        | 21        | 5     | 2     | -         | -         | 30      | 23      |
| Шахтар (Донецьк)       | 1997—98 | Вища ліга         | 1         | 0         | -     | -     | -         | -         | 1       | 0       |
| Шахтар (Донецьк)       | 1998—99 | Вища ліга         | 17        | 7         | 6     | 5     | 1         | 0         | 24      | 12      |
| Шахтар (Донецьк)       | 1999—00 | Вища ліга         | 12        | 1         | 1     | 1     | 2         | 0         | 15      | 2       |
| Шахтар-2 (Донецьк)     | 1997—98 | Друга ліга        | 6         | 2         | -     | -     | -         | -         | 6       | 2       |
| Шахтар-2 (Донецьк)     | 1998—99 | Перша ліга        | 9         | 9         | -     | -     | -         | -         | 9       | 9       |
| Шахтар-2 (Донецьк)     | 1999—00 | Перша ліга        | 15        | 8         | -     | -     | -         | -         | 15      | 8       |
| Металург (Запоріжжя)   | 2000—01 | Вища ліга         | 20        | 2         | 2     | 1     | -         | -         | 22      | 3       |
| Металург (Запоріжжя)   | 2001—02 | Вища ліга         | 8         | 0         | 1     | 0     | -         | -         | 9       | 0       |
| Металург-2 (Запоріжжя) | 2000—01 | Друга ліга        | 3         | 1         | -     | -     | -         | -         | 3       | 1       |
| Металург-2 (Запоріжжя) | 2001—02 | Друга ліга        | 1         | 1         | -     | -     | -         | -         | 1       | 1       |
| Металург (Донецьк)     | 2001—02 | Вища ліга         | 10        | 5         | -     | -     | -         | -         | 10      | 5       |
| Металург (Донецьк)     | 2002—03 | Вища ліга         | 4         | 0         | 2     | 0     | -         | -         | 6       | 0       |
| Металург-2 (Донецьк)   | 2001—02 | Друга ліга        | 3         | 0         | -     | -     | -         | -         | 3       | 0       |
| Металург-2 (Донецьк)   | 2002—03 | Друга ліга        | 7         | 2         | -     | -     | -         | -         | 7       | 2       |
| Всього:                | Всього: | Вища ліга         | 210       | 81        | 35    | 17    | 8         | 1         | 245     | 98      |
| Всього:                | Всього: | Перша ліга        | 24        | 17        | -     | -     | -         | -         | 24      | 17      |
| Всього:                | Всього: | Друга ліга        | 20        | 6         | -     | -     | -         | -         | 20      | 6       |
| Всього:                | Всього: | Вища ліга (СРСР)  | 13        | 0         | 2     | 0     | 1         | 0         | 16      | 0       |
| Всього:                | Всього: | Перша ліга (СРСР) | 36        | 0         | 1     | 0     | -         | -         | 37      | 0       |

## ЄВРО-2012
Під час проведення фінальної частини європейського чемпіонату, залучався експертом на портал інформаційного агентства «Спорт України» для коментарів щодо проведених матчів за участю збірних європейського чемпіонату.